# Monte Vidon Combatte
Monte Vidon Combatte là một đô thị ở tỉnh Ascoli Piceno ở vùng Marche, cách khoảng 60 km về phía nam của Ancona và khoảng 25 km về phía bắc của Ascoli Piceno. Đến thời điểm ngày 31 tháng 12 năm 2004, đô thị này có dân số là 512 người và diện tích là 10,9 km².
Monte Vidon Combatte giáp các đô thị: Carassai, Monte Giberto, Montottone, Ortezzano, Petritoli.